# Ekensteen
Ekensteen är en svensk adlig släkt.
Släkten hette förut Ekemeijer, adlades 1663 och introducerades på Sveriges Riddarhus år 1664, som adlig släkt nummer 717. De flesta[källa behövs] släktmedlemmar skriver sig även som von Ekensteen, men några har återtagit namnet Ekensteen.
Den 31 december 2021 var följande antal personer folkbokförda i Sverige med namnen
- von Ekensteen 18
- Ekensteen 2

Tillsammans blir detta 20 personer.

## Vapensköld
| ”                                     | Een skiöldh fördeelt uthi rödt och blått fäldt, uthi den eena röda een beväpnadt man uthi fult stållfärga cüriss, hållandes i högre handen öfver hufvudet een sabbel, i den andre och vänstre deelen af blå färga een eek, växt uthur ett bärgh medh een blomstrande green och deruppå tvenne förgylte ållon, der dhen beväpnade mannen om fattar medh sin vänstre handh. Åfvan uppå skiölden een öppen förgylt tornerhielm. Täcket och crantzen medh rödt, hvit och blått fördeelte. Åfvan uppå hielmen deslijkest een bevepnadt man i fult stållfärga cüriss medh een stormhat på hufvudet, beprydd medh gula, hvita och röda fiädrar, hafvandes t handen een sabbell, alldeles och ef f ther dee färgor, som upsatte och afmålte vapen specificerar och uthvijsar | „ |
| – Sköldebrevsavskrifter, 3 A:199, RHA | |   |

## Personer med efternamnet Ekensteen eller von Ekensteen
- Ann-Charlotte Ekensten (född 1970), barnboksförfattaree
- Fritz von Ekensteen (1790-1868) - överstelöjtnant i Mörnerska husarregementet - Deltog i 1805-1807 års Tyska fälttåg och 1813-1814 års kampanjer.[2][3]
- Vilhelm Ekensteen (1941–2021), aktivist och skrivent i handikappfrågor, hedersdoktor